# На перекрёстках весны
«На перекрёстках весны» — девятый студийный альбом группы «Браво», вышедший в марте 1996 года. Выходу альбома предшествовал макси-сингл «Ветер знает» (1995).

## Об альбоме
«Мы канули в безызвестность и оказались на распутье. Я понимал, что нам нужно записать какой‑то совершенно крутой альбом. Если мы это сейчас не сделаем, то про нас все забудут».— Евгений Хавтан, подкаст "Афиши Daily"
Альбом записан и сведён в студии SNC с 7 по 20 августа 1995 и с 14 по 21 января 1996 года. Тексты ко многим песням альбома написал Валерий Жуков, солист тогда ещё малоизвестной группы «Жуки».
Это первый альбом, в котором солистом выступил Роберт Ленц, пришедший после Валерия Сюткина. Альбом открыл так называемый «период Ленца». Презентация альбома прошла в ГЦКЗ «Россия».
Альбом был посвящён памяти организатора первого концерта «Браво» Дмитрия Сабинина, погибшего в 1993 году в результате автокатастрофы.
В 2016 году, в рамках переиздания альбомов «Браво» для iTunes, альбом «На перекрёстках весны» был переиздан с двумя бонус-треками — «Автомобиль» и «Вера, Надежда, Любовь», ранее входившими в трек-лист миньона «Серенада 2000».

## Сингл и видеоклипы
Альбому предшествовал макси-сингл «Ветер знает», включающий три песни с альбома «На перекрёстках весны» и три варианта песни «Ветер знает…», в том числе на английском языке. Автором английского перевода стал Сергей Чечнев, ранее работавший с группой «Тихий час». На песню «Ветер знает» снят клип в стилистике фильма «Криминальное чтиво» (1994), режиссёр — клипмейкер Анатолий Берсеньев.
Также сняты клипы на композиции «Этот город», «Это за окном рассвет», «Жар-птица» и «Там, где сбываются сны». В клипе «Этот город», режиссёром которого выступил Андрей Лукашевич, снялся начинающий актёр Максим Аверин и сын режиссёра (мальчик в финальной сцене).
В честь пятнадцатилетнего юбилея группы в 1998 году песня «До свидания» была перезаписана для следующего альбома «Хиты про любовь». Новую версию, на которую был снят клип, исполнило трио — Роберт Ленц и предыдущие солисты группы Жанна Агузарова и Валерий Сюткин.

## Список композиций

### Альбом «На перекрёстках весны»
| №                   | Название                 | Автор(ы)                | Длительность |
| ------------------- | ------------------------ | ----------------------- | ------------ |
| 1.                  | «Этот город»             | Е. Хавтан, В. Жуков     | 3:09         |
| 2.                  | «Если бы на Марсе»       | Е. Хавтан, В. Жуков     | 3:14         |
| 3.                  | «Останься ещё на час»    | Е. Хавтан, В. Жуков     | 3:32         |
| 4.                  | «Это за окном рассвет»   | Е. Хавтан, В. Жуков     | 3:21         |
| 5.                  | «Жар-птица»              | Е. Хавтан, В. Степанцов | 3:45         |
| 6.                  | «Там, где сбываются сны» | Е. Хавтан, Р. Ленц      | 3:15         |
| 7.                  | «2 х 2 = 4»              | Е. Хавтан, В. Жуков     | 2:48         |
| 8.                  | «Кто знает?»             | Е. Хавтан, В. Жуков     | 3:06         |
| 9.                  | «До свидания»            | Е. Хавтан, В. Жуков     | 4:02         |
| 10.                 | «Ветер знает»            | Е. Хавтан, В. Шугалей   | 3:33         |
| 11.                 | «Дождь и ладонь»         | Е. Хавтан, В. Жуков     | 4:43         |
| Общая длительность: | Общая длительность:      | Общая длительность:     | 38:32        |

| №   | Название                | Автор(ы)      | Длительность |
| --- | ----------------------- | ------------- | ------------ |
| 12. | «Автомобиль»            | Хавтан, Жуков | 3:59         |
| 13. | «Вера, надежда, любовь» | Хавтан, Жуков | 3:47         |

### Сингл «Ветер знает»
Автор музыки — Евгений Хавтан

| №                   | Название                             | Автор(ы)                     | Длительность |
| ------------------- | ------------------------------------ | ---------------------------- | ------------ |
| 1.                  | «Ветер знает»                        | В. Шугалей                   | 3:34         |
| 2.                  | «Останься ещё на час»                | В. Жуков                     | 3:35         |
| 3.                  | «Этот город»                         | В. Жуков                     | 3:11         |
| 4.                  | «Ветер знает (англ.)»                | английский текст — С. Чечнев | 3:33         |
| 5.                  | «Ветер знает (Браво + Cool & Jazzy)» | аранжировка Cool & Jazzy     | 2:24         |
| 6.                  | «Ветер знает (караоке)»              |                              | 3:31         |
| Общая длительность: | Общая длительность:                  | Общая длительность:          | 19:48        |

## Музыканты
- Роберт Ленц — вокал, гитара, губная гармоника (6).
- Евгений Хавтан — гитара.
- Дмитрий Ашман — бас-гитара.
- Александр Степаненко — клавишные, саксофон, флейта, губная гармоника.
- Павел Кузин — перкуссии, ударные.

 Приглашённые музыканты :
- Андрей Шепелев — банджо, гитара DOBRO (1,5,10)
- Ким Брейтбург — клавишные (7,9,11)
- Михаил Махович — мандолина (5)
- Музыкальный продюсер — Ким Брейтбург
- Запись и сведение — Ким Брейтбург, Павел Кузин, Сергей Рязанцев, студия SNC
- Мастеринг — Алексей Брейтбург, студия «Б.O.П.»
- Оформление — Георгий Аваньян
- Графика — Игорь Меглицкий
- Фото — Джейсон Ашкенази

## Критика
Некоторые критики признают «На перекрёстках весны» лучшим альбомом, записанным за весь «период Ленца». «На перекрёстках весны» — один из самых популярных альбомов группы и один из самых любимых альбомов Евгения Хавтана.
Редакция «Афиши Daily» в 2021 году поставила альбом на вершину рейтинга дискографии группы: «Альбом-весна, альбом-вдохновение, альбом-любовь, альбом-простодушие: то, чего отчаянно не хватало России-96 — но весенний день ворвался в это небо».